# Der Tantenmörder

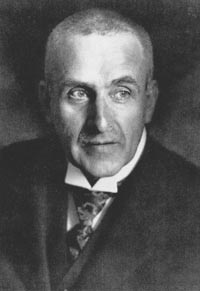
Frank Wedekind

Der Tantenmörder (česky: Tetiččin vrah) je báseň od německého dramatika Franka Wedekinda z roku 1902. Poprvé byla přednesena právě v roce 1902 skupinou Die elf Scharfrichter (Jedenáct katů) v jejich Mnichovském kabaretu. 

## Děj
Vrah u soudu líčí důvody vraždy své tetičky, kterou spáchal pro peníze. Jeho teta byla stará a on, protože je mladý, prý peníze více potřebuje. Také doufá, že soud k němu bude mírnější právě kvůli jeho věku.
Báseň končí těmito slovy:
| Německy Ich hab' meine Tante geschlachtet, Meine Tante war alt und schwach; Ihr aber, o Richter, ihr trachtet Meiner blühenden Jugend-Jugend nach. |  | Česky Zabil jsem svou tetu, moje teta byla stará a slabá, ale ty, ó soudče, můžeš hledat v nejlepších letech jen mládí! |

## Zhudebnění

### In Extremo – Albtraum

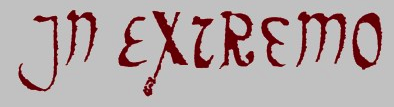
In Extremo (logo skupiny)

V roce 2003 skupina In Extremo zhudebnila báseň (s mírně poupravenými slovy) pod názvem Albtraum (česky: Noční můra) v rámci alba Sieben.
Text:
| Německy Ich hab meine Tante geschlachtet Meine Tante die war alt und schwach Ich hab bei ihr übernachtet Und grub in ihren Kisten nach Darin fand ich goldene Haufen Fand auch an Papieren gar viel Ich hör die Tante schnaufen Ohne Mitleid ohne Zartgefühl Ich hab sie geschlachtet Meine Hände die war'n blutgetränkt Ich hab sie geschlachtet Mein Gewissen das hab ich verschenkt Weißt du nicht, weißt du nicht Das macht man nicht Das Gold war schwer zu tragen Viel schwerer als die Tante noch Ich pack sie bebend am Kragen Und stieß sie ins Kellerloch Ich hab meine Tante verachtet Meine Tante die war alt und schwach Ich hab sie geschlachtet Meine Hände die war'n blutgetränkt Ich hab sie geschlachtet Mein Gewissen das hab ich verschenkt Weißt du nicht, weißt du nicht Das macht man nicht Ich hab sie geschlachtet Meine Hände die war'n blutgetränkt Ich hab sie geschlachtet Mein Gewissen das hab ich verschenkt Weißt du nicht, weißt du nicht Das macht man nicht ...für diesen Albtraum da kann ich nichts |  | Anglicky I've slaughtered my aunt, My aunt who was old and weak. I spent the night with her, and I rummaged through her boxes, where I found a golden pile and many papers too. I hear her breathing heavily. No sympathy, no gentle feelings! I've slaughtered her! My hands were drenched in blood! I've slaughtered her! I've given away my conscience! Don't you know, don't you know Don't you know, don't you know? This sort of thing isn't done! The gold was difficult to carry, much more difficult than my aunt. Trembeling, I grabed her by her collar and shoved her into the basement! I sneered at my aunt, at my aunt who was old and weak! I've slaughtered her! My hands were drenched in blood! I've slaughtered her! I've given away my conscience! Don't you know, don't you know Don't you know, don't you know? This sort of thing isn't done! I've slaughtered her! My hands were drenched in blood! I've slaughtered her! I've given away my conscience! Don't you know, don't you know Don't you know, don't you know? This sort of thing isn't done! ...I can't do anything about this nightmare |  | Česky Zabil jsem svou tetu, moje teta byla stará a slabá. Strávil jsem u ní noc, a prohledal jsem její krabice, kde jsem našel hromadu zlata, a hodně papírů. Slyšel jsem její těžký dech, žádný soucit, žádné něžné city! Já jsem jí zabil! Moje ruce byly potřísněné krví! Já jsem jí zabil! Dal jsem pryč své svědomí! Copak nevíš, nevíš? Tahle věc není v pořádku! Zlato je na nošení těžší, mnohem více, než má teta. Třesoucí se, chytnul jsem ji za límec, a strčil jsem ji do sklepa. Ušklíbl jsem se na svou tetu, na tetu, která byla stará a slabá! Já jsem jí zabil! Moje ruce byly potřísněné krví! Já jsem jí zabil! Dal jsem pryč své svědomí! Copak nevíš, nevíš? Tahle věc není v pořádku! Já jsem jí zabil! Moje ruce byly potřísněné krví! Já jsem jí zabil! Dal jsem pryč své svědomí! Copak nevíš, nevíš? Tahle věc není v pořádku! ... s touhle noční můrou nemůžu nic dělat... |